# Бјен (Долина Аосте)
Бјен је насеље у Италији у округу Долина Аосте, региону Долина Аосте.
Према процени из 2011. у насељу је живело 17 становника. Насеље се налази на надморској висини од 1625 м.